# Ślepy los (film)
Ślepy los (ang. Blindsight) – dokumentalny film z 2006 roku przedstawiający alpinistyczną wyprawę niewidomego zdobywcy Mount Everestu, Erik Weihenmayera, który z pomocą innych alpinistów (m.in. Gavin Ayywood, Sally Berg) i niewidomej Sabriye Tenberken poprowadził szóstkę niewidomych tybetańskich dzieci na himalajski siedmiotysięcznik Lhakpa Ri.

## Fabuła
Sześcioro niewidomych nastolatków przy pomocy Erika Weihenmayera, pierwszego niewidomego zdobywcy Mount Everestu, oraz Sabriye Tenberken – niemieckiej pracownicy socjalnej, która założyła szkołę dla niewidomych w mieście Lhasa, usiłują wejść na szczyt Lhakpa Ri.